# 桐生地域地場産業振興センター
桐生地域地場産業振興センター（きりゅうちいきじばさんぎょうしんこうせんたー）は、群馬県桐生市織姫町にある産業会館である。運営は公益財団法人桐生地域地場産業振興センターが行なっている。

## 概要
桐生地域（桐生市、みどり市、太田市藪塚地区）の地場産業である繊維・食品製造業の活性化を推進するため、新製品の開発、後継者の育成、地場産品の展示・即売、講演会の開催、内外情報の収集、桐生市インキュベーションオフィス（本町五丁目）での創業・経営支援を実施している。主な製品として繊維品ではネクタイ、ストール、マフラー、タオル、ハンカチ、風呂敷などがあり、食品ではうどん、おっきりこみ、ひもかわ、キノコ、コンニャクなどがある。
鉄骨･鉄筋コンクリート造、地下1階・地上4階建である。桐生市繊維振興協会が入居している。貸出施設は、1階の第1ホール、中3階の第2ホール、2階の研修室、3階の情報室、4階の交流室、和室、特別室がある。新川橋通りを挟んで桐生商工会議所に隣接している。

## 沿革
- 1985年（昭和60年）10月1日 公益財団法人桐生地域地場産業振興センター設立[4]。
- 1987年（昭和62年）
  - 3月3日 桐生地域地場産業振興センター竣工[4]。
  - 4月1日 桐生地域地場産業振興センター開館[4]。

## 周辺
- 桐生市役所
- 桐生市市民文化会館（旧桐生市産業文化会館）
- 桐生年金事務所
- 桐生商工会議所会館
- 桐生市勤労福祉会館